# Mount Noice
Mount Noice är ett berg i Antarktis. Det ligger i Östantarktis. Nya Zeeland gör anspråk på området. Toppen på Mount Noice är 2 780 meter över havet, eller 119 meter över den omgivande terrängen. Bredden vid basen är 0,91 km.
Terrängen runt Mount Noice är varierad. Trakten är obefolkad. Det finns inga samhällen i närheten.